# Sethus Calvisius

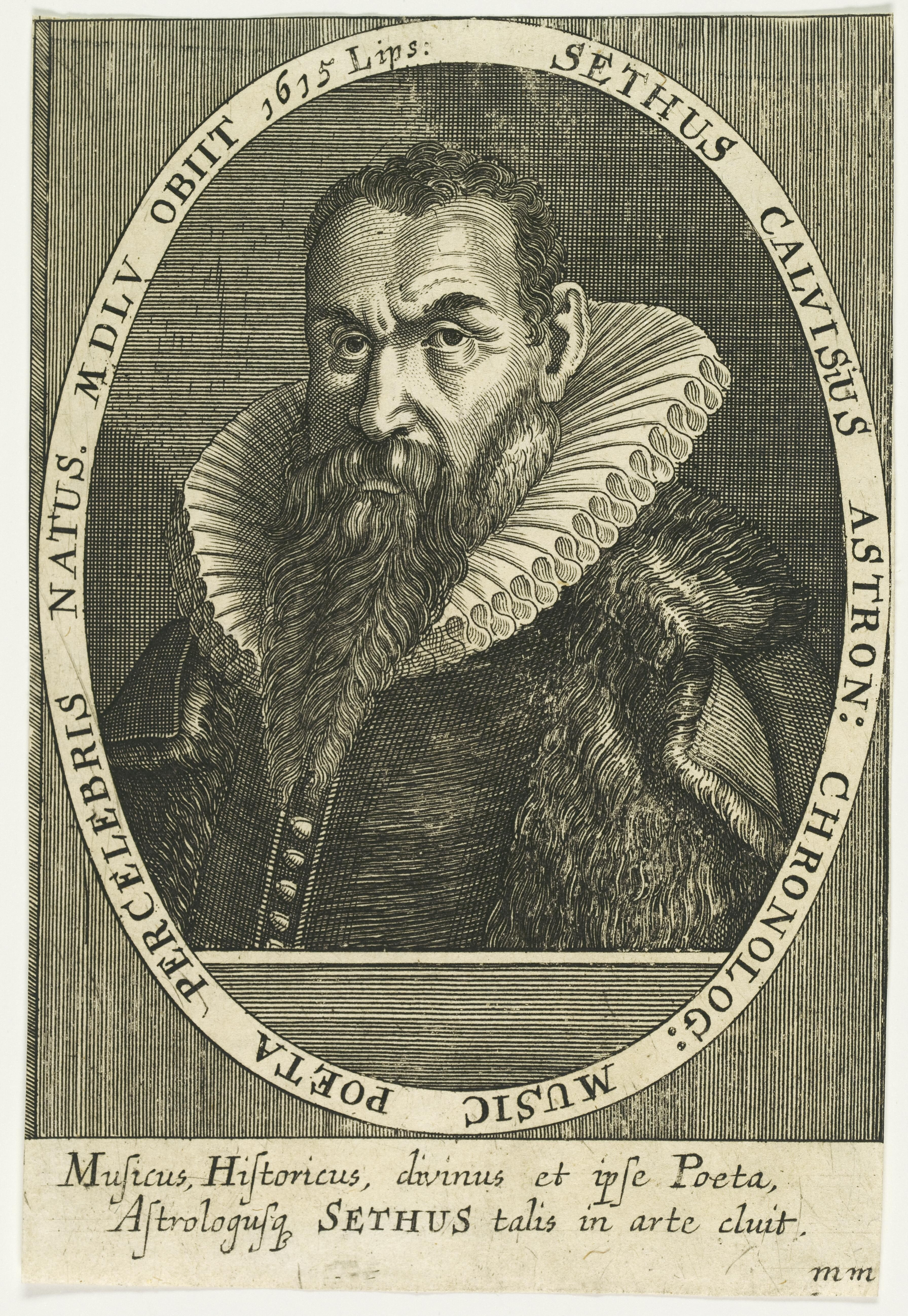
Sethus Calvisius

Sethus Calvisius o Setho Calvisio, cuyo nombre verdadero era Seth Kalwitz (Gorsleben, 21 de febrero de 1556 - Leipzig, 24 de noviembre de 1615), fue un teórico de la música, compositor, cronologista, astrónomo, y profesor alemán.
Nacido de una familia de campesinos en la ciudad de Gorsleben, en Turingia, debido a su talento musical, consigue ganar dinero suficiente para el inicio, en la ciudad de Helmstedt, de una carrera universitaria. Más tarde, con la ayuda de un rico mecenas, fue posible que continuara sus estudios en Leipzig. 
Se convirtió en director de una escuela de música en el monasterio de Pforta, en el año 1572. En 1594 se traslada a Leipzig para ocupar el mismo puesto, incluyendo además la dirección del Coro de la Iglesia de Santo Tomé. Habría de ocupar este cargo hasta su muerte, a pesar de las propuestas muy beneficiosas que lo llevaran temporalmente a ejercer el cargo de profesor de matemáticas en Frankfurt y Wittenberg, en 1611. 
En su obra astronómica Opus Chronologicum ubi tempus et motus Astronomicum por eclipses Celestium Luminarium (Leipzig, 1605, 7a ed. 1685), expone un sistema cronológico con base en los registros de casi 300 eclipses. Fue también autor de una propuesta creativa, que resultara ineficaz, para la reforma del calendario, teoría esta que dejó expuesta en Elenchus Calendarii Gregoriani (Frankfurt, 1612); de un libro sobre música, llamado Melodiae condendae ratio (Erfurt, 1592). Compuso piezas para coro, incluyendo una famosa composición, "Nuestra vida durará setenta años" (en alemán, Unser Leben währet siebzig Jahr).

## Obras principales
- Harmonia cantionum ecclesiasticarum, Leipzig, 1597, 1598, 1604, 1612 y 1622.
- Melopoiia sive melodiae condendae ratio, Erfurt, 1592 y 1630.
- Compendium musicae practicae., Leipzig, 1594, que fuera en 1612 publicado con el nombre de Musicae artis praecepta.
- Exercitatio musica tertia., Leipzig, 1611.
- Exercitationes musicae duae., Leipzig, 1600.
- Hymni sacri Latini et Germanici., Erfurt, 1594.
- Der Psalter Davids. (Los Salmos de David, editado por Cornelius Becker, Leipzig, 1605.
- Der 150. Psalm Davids. (Los 150 Salmos de David, Leipzig, 1615.
- Opus chronologicum ex autoritate s. scripturae ad motum luminarium coelestium contextum., Leipzig, 1605, del cual una sexta y última edición tuvo lugar en 1685, en Frankfurt.
- Elenchus calendarii Gregoriani., Leipzig, 1613.
- Formula calendarii novi., Leipzig, 1613,
- Thesaurus latini sermonis., Leipzig, 1614.
- Enchiridion lexici Latino-Germanici., Leipzig, 1614.
- Tricinia, Auserlesene deutsche Lieder. editado por Paul Rubardt, 1949.
- 10 Motetos, editado por Albrecht Tunger, 1965.
- Biciniorum libri duo, Leipzig, 1612.